# هروب هارولد وكومار من خليج غوانتانامو (فلم)
هارولد وكومار: الهروب من خليج غوانتانامو (بالإنجليزية: Harold & Kumar Escape from Guantanamo Bay) هو فيلم كوميدي أنتج في عام 2008 وهو الجزء الثاني من فيلم هارولد وكومار يذهبان إلى مطعم القلعة البيضاء.

## القصة
في هذا الجزء يستمران هارولد وكومار في مغامرتهما الكوميدية عندما يقرر هارولد السفر إلى امستردام للقاء صديقته ولكن يحدث حدث غير متوقع في الطائرة حيث أن كومار يلقى القبض عليه وبحوزته مخدرات (البانجو) ولأن كومآر صآحب الجنسية الهندية ضنوه ارهبيآ ثم يتم ارسالهما إلى معتقل غوانتناموا ظنا منهم انهما يودان تفجير الطائرة ولكنهما يتمكنان من الهرب من المعتقل ويتم البحث عنهما في الخارج للقبض عليهما في هذا الوقت يتذكر كومار صديقته السابقة وكيف أنه يحبها لذلك يحاول إيقاف زواجها من رجل آخر، ذلك الرجل الذي يدعي أنه صديقهما ولكنه يظهر عكس ذلك.

## وصلات خارجية
- مقالات تستعمل روابط فنية بلا صلة مع ويكي بيانات